# Lou !
Pour la série télévisée d'animation dérivée, voir Lou ! (série télévisée d'animation). Pour le film, voir Lou ! Journal infime.
Pour les articles homonymes, voir Lou.
Lou ! est une série de bandes dessinées jeunesse française, créée par Julien Neel en 2004 et publiée aux éditions Glénat après une pré-publication dans le magazine Tchô !. Elle compte dix tomes. Le huitième marque la fin de la première saison de la BD. La saison 2 débute en 2020 sous le nom de Lou ! Sonata accompagné d'un album réalisé par le groupe Krystal Zealot. Cette nouvelle saison comporte deux tomes, le dernier ayant été publié le 15 novembre 2023.
Cet ensemble de bandes dessinées a fait l'objet d'une adaptation en série télévisée d'animation en 2009 puis d'une adaptation cinématographique en 2014. Une collection de bandes dessinées pour enfants, Le Petit monde de Lou !, est sortie en 2019.

## Synopsis
Lou est une jeune fille blonde entrant au collège, vive, drôle, créative et indépendante. Elle vit seule avec sa mère dans « un immeuble orange avec des tas de petits balcons qui accèdent au toit »dans une ville fictive peut-être inspirée d'Aix-en-Provence. Lou est très complice avec sa mère car son père a abandonné cette dernière quand il a appris sa grossesse. Elles ne vivent que toutes les deux jusqu'au tome 3, où le compagnon de sa mère, Richard, emménage avec elles. Au tome 5 ce dernier disparait laissant sa mère seule, enceinte du petit Fulgor, qui lui arrivera au tome 7. Sa meilleure amie s'appelle Mina, elles se connaissent depuis la crèche. Enfin, Lou est amoureuse d'un garçon depuis la maternelle, Tristan, un de ses voisins, à qui elle finit par adresser la parole à 12 ans et demi. À partir du tome 6, Lou découvre progressivement la vie de jeune adulte et toutes les questions qui en découlent que ce soit au sujet de l'amour, de l'identité ou de son histoire...

## Développement

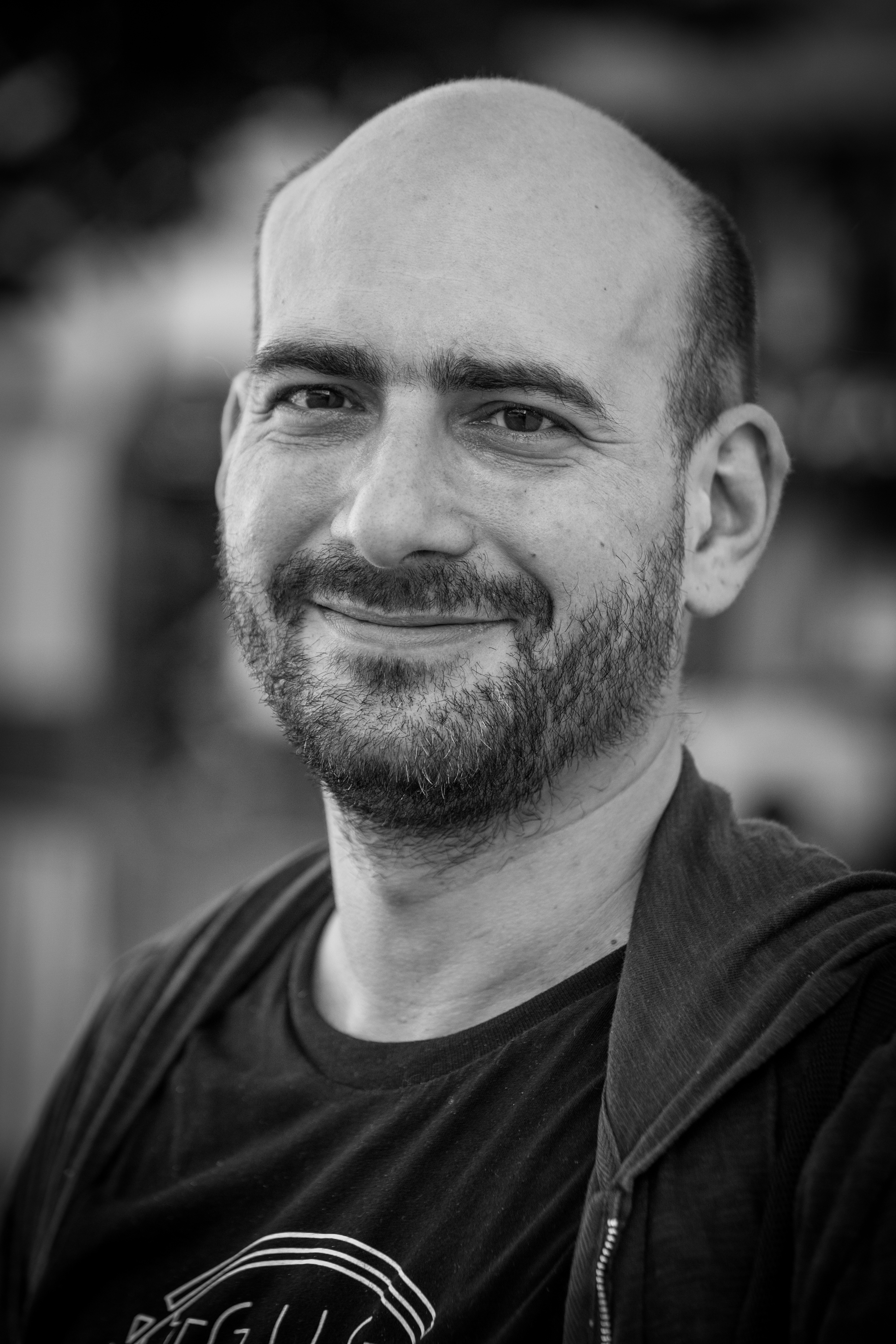
Julien Neel, créateur de la série, en juin 2015.

La série de bande-dessinée a démarré en 2004. À ses débuts, Neel explique avoir « accepté le cadre que Zep avait défini pour la collection Tchô : des gags en une planche, à destination des enfants ». Concernant les thèmes de la bande-dessinée, il explique changer de formule à chaque tome : « dans le tome 2, j’envoie Lou à la campagne, dans un tout autre décor. Dans le tome 3, je parle de dépression… […] je préfère tout casser. Les décors aussi : si je mets le feu à l’immeuble de Lou dans le tome 5, c’est que j’en avais marre de dessiner l’appartement dans lequel vivaient Lou et sa mère », explique-t-il. Lors d'un entretien publié en 2005, il explique que « la création de la série a vraiment été intuitive et naturelle. Le premier album est finalement assez autobiographique ».
La saison 2 débute en 2020 sous le nom de Lou ! Sonata dans laquelle Lou a 20 ans et démarre sa vie d'étudiante. Dans le tome 2, la jeune adulte semble plus indépendante et doit faire face a davantage de responsabilités. Julien Neel explique qu'il tente au travers de sa bande dessinée de convoquer l'expérience de ces lecteurs afin qu'ils se reconnaissent en Lou "Je tente également de laisser beaucoup de non-dits et de mystères pour que mes lecteurs puissent les combler avec leur propre expérience. Lou évolue donc au gré de cette méthode un peu holistique, et je suis moi-même parfois surpris de la voir emprunter telle ou telle voie."Neel décrit le personnage de Lou comme « floue, évanescente ! C’est un personnage qui erre d’un état à un autre, d’un endroit à un autre, d’une personne à une autre, et qui va se contenter d’observer, de régurgiter tout cela de façon plus ou moins adroite et de trouver son équilibre, être juste. Elle est en suspension entre plusieurs états en permanence. C’est ma façon de faire en sorte que les gens puissent s’incarner en elle, et construire leurs propres conclusions ».

## Personnages

### Famille de Lou

#### Lou
Lou est une jeune fille âgée de 12 ans dans le premier tome. Elle grandit au fur et à mesure des tomes, et fête ses 13 ans à la fin de l'été dans le tome 2, puis ses 14 ans dans le tome 4. Par la suite, son âge n'est pas explicitement mentionné mais on peut le deviner,. Ainsi elle approche de la vingtaine lors du tome 8 et entre dans l'âge adulte avec la seconde saison Sonata. Elle est d'abord collégienne, puis on la voit participer à des recherches scientifiques dans le tome 6, avant de partir en road trip dans le tome 8, de devenir étudiante dans le premier tome de Sonata et d'organiser un festival de musique dans le tome suivant.
Physiquement, elle est reconnaissables par ses cheveux blonds avec deux grandes mèches encadrant son visage. Un peu plus tard, elle devient soudainement myope et doit porter des lunettes. Elle a une personnalité créative. Petite, elle fabrique ses propres vêtements, aime faire du théâtre, écrit un journal intime. Plus grande, elle construit une cabane géante dans les arbres avec ses amis, produit un travail créatif pour son mémoire à l'aide d'un sampleur, organise un festival de musique. C'est une adolescente pétillante,, sensible voire sentimentale, délurée. Elle se pose beaucoup de questions,, souvent existentielles, qui font écho aux questions des lecteurs du même âge. Selon Julien Neel, Lou a une personnalité floue pour que chacun puisse s'y identifier,. Elle est « décalquable sur n'importe quelle petite fille ».
Au début de l'histoire, Lou vit seule avec sa mère, avec qui elle est très complice, et elle ne connaît pas son père. Elles sont vite rejointes par un chat, puis brièvement par leur voisin Richard qui devient compagnon de la mère de Lou, et part avant la naissance du petit frère de Lou, Fulgor. De sa famille, elle connaît également sa grand-mère qu'elle va parfois voir à Mortebouse. Lou tient son prénom de son arrière-grand-mère Louise. Elle a un grand entourage amical, notamment Mina qui est sa meilleure copine, Marie-Émilie et Karine avec qui elles forment une bande, Paul qu'elle rencontre à Mortebouse, et Jeanne qui lui ressemble tant qu'elle pourrait bien être sa sœur. Il y a aussi Tristan, de qui elle est amoureuse dans le premier tome, et avec qui elle entretient par la suite une relation compliquée,. Son orientation sexuelle n'est pas explicitement mentionnée, mais on la voit embrasser entre autres Tristan et Marie-Émilie, ce qui peut laisser supposer qu'elle serait bisexuelle.

#### Maman
La maman de Lou est reconnaissable par sa frange et ses grosses lunettes. Elle manque de maturité, et se comporte parfois comme une adolescente, un peu molle. Elle a la tête dans les étoiles, est souvent distraite et fantasque. Elle ne sait pas cuisiner et on la voit principalement se nourrir de pizza. On ne connaît que son nom de plume Graëtzel Blondilla. Elle est appelée Emma dans l'adaptation animée, mais Julien Neel déclare qu'il s'agit d'une erreur issue du nom de travail du personnage lors de la production (« MA », deux premières lettres de Maman, prononcé Emma), bien qu'il utilise aussi parfois ce nom dans ses carnets de recherche.
Elle grandit avec des parents sévères dans le village de Mortebouse, d'où elle s'enfuit avec un guitariste de passage dont elle est tombée amoureuse. Celui-ci la quitte lorsqu'il apprend qu'elle est enceinte. Elle donne naissance à Lou alors qu'elle a environ 18 ans, et l'élève en tant que mère célibataire. Elles sont très complices, mais les rapports entre adulte responsable et enfant s'inversent parfois entre elles. Plus tard, elle rencontre son voisin Richard, de qui elle tombe amoureuse. Ce dernier emménage quelque temps avec Lou et sa mère, avant de la quitter alors qu'elle est enceinte. Elle donne naissance à Fulgor, le petit frère de Lou, alors que celle-ci a 14 ans.
La maman de Lou est écrivaine. Elle écrit avec peine un roman de science-fiction intitulé Sidéra, souvent en manque d'inspiration ou distraite par sa Game Boy. Elle parvient malgré tout à le publier et part en tournée de dédicaces avant de l'adapter en comédie musicale sur glace. Elle publie ensuite un second tome qu'elle dédicace lors du festival organisé par Lou. On la voit également être traductrice en langue goldave (allusion au syldave, langue imaginaire apparaissant dans Les Aventures de Tintin) dans le film. En outre, elle est passionnée de jeux vidéo. Elle écoute du rock, aime des groupes tels que Kiss et Queen, et rêvait d'épouser Freddie Mercury.

#### Mamie
La mamie maternelle de Lou vit seule à la campagne depuis le décès de son mari, dans le village de Mortebouse. Elle a très mauvais caractère, se dispute avec sa fille et son voisin, déteste tout (y compris le feuilleton Amour, Gloire et Beauté, bien qu'elle le regarde tous les jours), sauf les choux de Bruxelles, seul plat qu'elle prépare,. Néanmoins, elle évolue : elle se met en couple avec son voisin Balthazar Chassagne, et son caractère s'adoucit.

#### Fulgor
Fulgor, surnommé Laser Ninja avant sa naissance dans le tome 5,, est le petit frère de Lou. Il n'a pas le même père qu'elle et est le fils de Richard. Il a un caractère joyeux et vif, et aime beaucoup les robots et les dinosaures. Lou s'en occupe régulièrement. Ils s'entendent bien et il est avec elle lors de vacances à Mortebouse et sur le festival qu'elle organise. Il décide de garder les cheveux longs après avoir vu Lou s'être fait couper les siens. Son nom lui vient du héros dans le roman de sa mère, le prince Fulgor.

#### Le père de Lou
Le père de Lou est un ancien guitariste. On ne connaît pas son nom. Il rencontre la maman de Lou à Mortebouse, cette dernière en tombe amoureuse et s'enfuit avec lui. Il la quitte néanmoins alors qu'elle est enceinte, Lou et lui ne se connaissent donc pas. Il apparaît par ellipses et fragments, parfois sous la forme de flashbacks. Il arrive que Lou le croise sans le reconnaître. Il prend plus d'importance dans Sonata où il apparaît de manière plus explicite,.

### Autres personnages proches de Lou

#### Le chat
Le chat de Lou est gris avec de grands yeux jaunes. C'est un animal placide et paresseux qui passe son temps à dormir. Lou l'adopte dans le premier tome alors qu'il passe sur son balcon et convainc sa mère de le garder. Il n’a pas de nom fixe, car Lou et sa mère ont décidé de lui donner chaque semaine un nom différent, parmi lesquels : Chachamou, Tire au flan, La Flaque… Lou doit utiliser des stratégies pour pouvoir le capturer. Elle l'emmène avec elle dans son nouvel appartement lorsqu'elle emménage à Tygre.

#### Richard
Richard Bréal a grandi dans un village de montagne et porte en permanence un gilet en peau de mouton mort. Il fait une thèse sur les fabliaux italiens du XIVème siècle et joue du violoncelle. Il est le voisin de palier de Lou au début de l'histoire. Lou voit en lui l'homme idéal pour sa mère. Son intuition se confirme : ils se mettent en couple et aménagent ensemble. Néanmoins, par la suite, celui-ci quitte la mère de Lou alors qu'elle est enceinte. Sa paternité à venir et le montage des meubles Ikea à la suite de leur déménagement le font craquer et il se réfugie dans la Graoute du pénitent, dans son village natal. On ne sait pas ce qu'il devient ensuite : un sosie suédois de Richard, nommé Gjord, apparaît à partir du tome 6 mais on ne sait pas s'il s'agit de Richard qui aurait perdu la tête ou d'une autre personne, voire d'un Richard issu d'un monde parallèle.

#### Balthazar Chassagne
Mr Chassagne est le voisin de la mamie de Lou, et tous deux se disputent à longueur de journée. Ils se mettent néanmoins en couple, sans cesser de se disputer. Il meurt peu après et lègue son terrain avec sa grange à Lou, où elle organise un festival,.

### Amis de Lou

#### Mina
Mina est la meilleure amie de Lou depuis leur petite enfance. Elles sont dans la même classe jusqu'au tome 3 où elles sont séparées pour la première fois et se brouillent, mais elles se réconcilient rapidement. Elle et Lou font ensuite partie de la même bande de copine avec Karine et Marie-Émilie avec qui elles partent en vacances dans le sud et à Mortebouse. Elle tombe amoureuse de Jean-Jean avec qui elle a une relation compliquée : ils se disputent et se séparent souvent avant de se remettre ensemble. Au début de l'histoire, Mina écoute du rap, porte des dreadlocks ou des tresses et des pantalons cargo, puis elle change de coupe et se met à porter plus souvent des robes. Ses parents, Joss (appelée Jocelyne dans le film) et Robert, séparés, sont des personnages récurrents de la série animée. Visiblement aisés, ils sont tous deux très pris par le travail et sa mère est particulièrement rigide et dans le contrôle à l'inverse de la mère de Lou, avec qui elle entretient malgré tout une forte amitié, similaire à celle de leurs filles.

#### Tristan
Tristan est d'abord le voisin de Lou, il habite dans l'immeuble en face, elle en tombe amoureuse bien qu'elle n'ose pas le lui avouer et elle l'espionne depuis le toit. Dès le tome 2, leur relation est compliquée,. Dans le tome 3, il déménage et son immeuble est détruit. Puis, Lou et lui se retrouvent lors de vacances dans le sud dans le tome 4, et échangent leur premier baiser lors de vacances à la montagne dans le tome 5. Par la suite, leur relation sera toujours très floue et prend la forme d'un amour impossible. Tristan a les cheveux châtains, il joue de la guitare, et il a peu confiance en lui.

#### Paul
Paul est un garçon atypique que Lou rencontre lors de ses vacances à Mortebouse, où il a grandi. Il porte parfois des chemises hawaïenne, une jupe à fleurs, et joue de l'ukulélé avec lequel il reprend et compose des chansons. Il peint également des tableaux inspirés des tikis. Par la suite, il travaille sur un chantier archéologique. Il est secret et sensible, et bien que Lou le trouve étrange lors de leur rencontre, elle finit par l'apprécier, et le considérer comme son meilleur ami. Il offre à Lou son collier vert pour son quatorzième anniversaire, et c'est la seule possession qu'il lui reste après l'incendie qui détruit le premier immeuble où elle habitait. Il est construit en opposition du personnage de Tristan, et les sentiments de Lou envers lui ne sont pas toujours clairs. Paul est le petit-fils d'Arcimboldo Parmentier, le cousin de Dazzler, et probablement le fils de Logan.

#### Marie-Émilie
Marie-Émilie est une fille gothique et rebelle, très bavarde, issue d'une famille bourgeoise avec laquelle elle est en conflit. Elle devient la nouvelle amie de Lou lorsque cette dernière et Mina se retrouvent dans des classes différentes, puis part avec elles et Karine en vacances. Son caractère s'adoucit et elle devient plus joyeuse par la suite, elle se réconcilie avec sa mère avec qui elle partage une sorte de croyance new age dans le tome 6. Bien qu'elle embrasse Tristan pour rendre Lou jalouse, elle réalise qu'elle est attirée par les filles en rencontrant Dazzler. Plus tard, elle et Lou s'embrassent,.

#### Karine
Karine est une fille qui aime le rap, mal à l'aise dans son corps, qui s'habille toujours en survêtement. Elle devient amie avec Mina lorsque cette dernière n'est plus en classe avec Lou. D’abord froide et agressive envers Lou, elle deviendra par la suite une amie et fait partie de la bande de copines qu'elles forment toutes les trois avec Marie-Émilie. Elle semble amoureuse de M.Juice.

#### Jean-Jean
Jean-Jean est l’amour de vacances de Mina ainsi que le meilleur ami de Tristan (dans le film, il est présenté comme son cousin). Il est susceptible et communique mal, tout comme sa dulcinée, ce qui les amène à souvent se séparer pour finalement se remettre ensemble.

#### Manolo et Preston
Manolo et Preston sont deux amis de Tristan, que Lou rencontre dans le tome 4. Ils sont tous les deux fans du roman de la mère de Lou. Ils font un cosplay d'un des personnages de Sidéra, le prince Fulgor, en slip en fourrure, à l'occasion d'une séance de dédicace au festival de Cornichet-les-Pins, et décident de le garder. La maman de Lou a beaucoup de mal à les distinguer l'un de l'autre. On les voit toujours ensemble et on ne sait pas lequel des deux porte quel prénom. Ils jouent de la musique et donnent un concert dans le festival organisé par Lou. On entend leur chanson, Fur on fur, dans la bande-son accompagnant la bande-dessinée.

#### Mister Juice
Mr Juice est un personnage surprenant et timide déguisé en raisin en tant que mascotte publicitaire pour du jus de fruits. Il ne quitte jamais son costume,. Karine semble amoureuse de lui.

#### Le garçon qui lit
Il s'agit d'un garçon « très beau » que rencontre Lou dans le tome 6, bien qu'il soit dans sa classe et que ses amis semblent mystérieusement déjà le connaître. Il porte des lunettes et est souvent en train de lire. Il est étrange, s'intéresse à l'hypnose, et semble transporter Lou dans l'espace et le temps. Celle-ci lui dit à la fin du tome qu'elle l'embrassera « peut-être ». Ils se recroisent pendant le festival organisé par Lou, où il distribue de la « boisson magique », mais leurs souvenirs sont étrangement confus et ils ne se rappellent pas bien l'un de l'autre.

#### Jeanne
Jeanne est une jeune fille blonde que Lou rencontre lors d'une étape au bord de la mer durant son road trip. Il s'avère que le chien qui accompagnait cette dernière, Philippe, lui appartenait, à elle et sa famille. Elle est en pleine période de crise d'adolescence, notamment en conflit avec son père reclus au grenier. Elle est inventive, a beaucoup de caractère, et souhaite devenir romancière. Lou et elle restent en contact et s'écrivent des lettres. Lou l'invite dans son appartement à Tygre, et au festival qu'elle organise à Mortebouse. Physiquement, elles se ressemblent étrangement, et tout le monde semble penser qu'elles sont sœurs.

#### Dazzler
Dazzler est une majorette vivant à Mortebouse. Dans le tome 7, elle embrasse Marie-Émilie, avec qui elle reste le temps des vacances d'été. Elle est la cousine de Paul.

### Autres personnage secondaires

#### Clément Fifrelin
Clément Fifrelin est médecin à Mortebouse. Il aime les 4x4 et a fait de la chirurgie esthétique. C'est un ancien camarade de classe de la mère de Lou, qu'il harcèle pendant leur scolarité. Il est pour Mamie le gendre idéal, bien que son avis ne soit pas partagé par la maman de Lou, qui le qualifie de « gros naze ». Plus tard, il change brusquement de vie, subit une nouvelle opération pour se refaire le visage (il porte alors un gros bandage en permanence), devient danseur et se déplace à vélo. Dans Sonata 1, on apprend de la grand-mère de Lou qu'il a disparu, sans plus de précision, mais il revient dans le tome suivant.

#### Sophie Garsillac
Sophie est la mère de Marie-Émilie. Elle est exubérante mais très douce et attentionnée envers son entourage, au grand désespoir de sa fille et de son mari. Celle-ci se rapproche ensuite de sa fille avec qui elle partage une sorte de croyance new-age vis à vis des cristaux roses qui ont poussé dans la ville.

#### Henri Garsillac
Aussi appelé Mr Henri par Karine, il est le père de Marie-Émilie. Il est taciturne et introverti, passe son temps sur son ordinateur, et communique peu avec sa famille. En contraste avec la jovialité exagérée de sa femme ainsi que la mauvaise volonté exacerbée de sa fille, cela crée un climat relativement froid et distant, voire conflictuel, dans leur famille. Par la suite son comportement change et il devient attentionné envers sa femme, Sophie. Il est scientifique et travaille pour le gouvernement, en impliquant la maman de Lou, sur les mystérieux cristaux roses apparus dans la ville.

#### Gino
Gino est un ami de Lou ainsi que de sa mère et dirige Gino Pizza, une pizzeria dans laquelle vont souvent ces dernières.

#### Groseille
Groseille est l'assistante de la mère de Lou dans le 6e tome. Lou et sa mère se trompent tout le temps sur son prénom et l'appellent de divers noms de fruits (Mirabelle, Framboise, Myrtille, Cerise ...)

#### Gjord
Gjord est le sosie de Richard, il serait suédois et ne parlerait pas bien le français. Il incarne le prince Fulgor dans l'adaptation en comédie musicale sur glace du livre de la mère de Lou. Il fait partie d'un groupe de musique qui se produit sur scène lors du festival organisé par Lou. Gjord signifierait « fabriqué » en suédois.

#### Denise Chiourme
Denise Chiourme est la concierge du premier immeuble où habite Lou et aussi une fan de Michel Drucker. La mère de Lou lui doit l’argent du loyer qu’elle paye quand son livre est publié. Elle apparaît de façon récurrente dans la série animée.

#### Isohélie et Isocelle
Elles sont amies ou sœurs (on ne sait pas) et sont tout comme Dazzler des majorettes de Mortebouse. Dans le 7e tome, elles sortent avec Manolo et Preston.

#### Logan
Logan est le premier amour de la maman de Lou, et probablement le père de Paul. Il apparaît dans un flashback du tome 5.

#### Arcimboldo Parmentier
C'est un personnage mystérieux qui n'apparaît pas directement dans les cases de la bande-dessinée mais dont on entend parler dans plusieurs tomes. Il est architecte et a conçu la villa dans le sud dans laquelle Lou et ses amies partent en vacances. Il s'intéresse aussi aux ondes de manière mystique, et décide de s'installer à Mortebouse qui serait un lieu particulier à cet égard, avant de disparaître mystérieusement. C'est le grand-père de Paul.

## Séries

### Lou!
- 2004 : Journal infime : Lou ose enfin entrer en contact avec Tristan, le garçon dont elle est éprise, et tous deux deviennent « bons copains ». Un chat arrive par la fenêtre, qu'elle décide d'adopter. En outre, elle rencontre Richard, le nouveau voisin de palier, et songe qu'il est l'homme idéal pour sa mère. Elle tente alors de les rapprocher par plusieurs manœuvres de son cru, souvent aidée de Mina, sa meilleure amie. À la fin du tome, Lou découvre que Tristan a déménagé sans laisser de trace ni le moindre mot[18],[53].

- 2005 : Mortebouse : Lou part en vacances chez sa grand-mère, qui habite Mortebouse, un petit village de campagne isolé. Lou s'attend à s'ennuyer terriblement, mais elle fait la rencontre de Paul, un jeune artiste au tempérament doux et contemplatif, qui devient son ami. À la fin de l'album, Richard et sa mère se mettent en couple et Lou fête ses treize ans. Pour son anniversaire, sa mère invite Tristan, croyant que la surprise lui fera plaisir, mais les pensées de Lou tournent plutôt autour de Paul.

- 2006 : Le Cimetière des autobus : Lou passe en classe de 4e et, pour la première fois, n'est pas dans la même classe que Mina ! Lors de son premier cours, elle rencontre Marie-Émilie, une jeune fille au caractère sombre et rebelle. Mina, croyant que Lou l'abandonne, se lie d'amitié avec Karine, une grande fille à l'allure imposante, et boude Lou, à l'incompréhension de celle-ci. Par ailleurs, sa mère et Richard vivent désormais ensemble et la délaissent quelque peu. Perdue, Lou traverse alors une crise d'adolescence ; mais Mina, Marie-Émilie et Karine se réconcilient pour la soutenir. À la fin de l'histoire, la mère de Marie-Émilie décide d'organiser des vacances entre amies dans une villa.

- 2007 : Idylles : Lou, Mina, Karine et Marie-Émilie partent toutes les quatre en vacances sur la côte, dans une villa que la famille de Marie-Émilie loue tous les ans. Non loin, Lou retrouve Tristan, qui fait du camping avec des amis : Jean-Jean, avec lequel Mina partagera un amour de vacances, ainsi que Manolo et Preston, fans du roman de la mère de Lou. Les rapports de Lou et Tristan sont instables et empreints de jalousie. Pendant ce temps, la mère de la jeune fille part en tournée avec Richard à l'occasion de son succès littéraire. Elle se rend compte que sa mère (la grand-mère de Lou), derrière son caractère intraitable, l'aime réellement, bien qu'avec maladresse. Lou a quatorze ans à la fin de l'album, qui se termine en fête d'anniversaire avec tous les personnages du tome réunis.

- 2009 : Laser Ninja : Au début de l'album, l'immeuble de Lou est en feu. Dehors, tandis que l'incendie fait rage, la jeune fille apprend, en même temps que Richard, que sa mère est enceinte. Peu de temps après, ils font l'acquisition d'une maison. Lou part ensuite en vacances chez l'oncle de Tristan ; leur amour est encore timide. Elle apprend que Richard a quitté sa mère, étant hanté par l'impression que sa vie devenait « bizarre », à un degré finalement « insupportable ». Plus tard, la mère de Lou accouche d'un petit garçon, prénommé Fulgor ; elle et sa mère se pardonnent alors définitivement. Lou envoie à Richard le journal intime que sa mère a tenu lorsqu'elle était adolescente. Celui-ci habite désormais dans une grotte de son ancien village. L'album se ferme sur Lou, petite fille, et sa mère, alors qu'elles s'apprêtent à emménager dans l'immeuble. Durant toute l'histoire, on suit en parallèle la vie de la mère adolescente grâce à son journal intime[54].

- 2012 : L’Âge de cristal : L'histoire se déroule 2 ou 3 ans après la fin du tome 5. Tout change, tout est comme avant. Désormais, de grands cristaux roses parsèment le cœur de la ville. Depuis qu'ils sont apparus, Lou partage son temps entre un programme de collecte de données scientifiques pour le gouvernement, la garde d'un petit frère obnubilé par les dinosaures et les sorties en boîte de nuit. Elle se dit quand même que c'est un peu n'importe quoi, mais pas désagréable. Cette sensation ouateuse, ce flottement incertain...

- 2016 : La Cabane : L'histoire prend place entre les tomes 5 et 6. Pour les vacances, Lou a décidé d'emmener ses copines sur la terre de ses ancêtres : à Mortebouse, où la 4G est inexistante ! Le lieu idéal pour s'affranchir des choses superficielles du monde moderne et entrer en communion avec la nature. L'occasion de revoir Paul, aussi... Point d'orgue de ce programme « retour aux sources » : la construction d'une grande cabane, sur le terrain de la grand-mère de Lou. Tout bascule au cours d'une veillée à parler d'amour et danser, lorsqu'un gigantesque éclair s'abat sur la cabane. À leur réveil, Lou et ses amis ne se souviennent plus de rien, et le monde est bouleversé par l'apparition de cristaux géants et la disparition de tout réseau.

- 2018 : En route vers de nouvelles aventures : Lou a grandi ; elle souhaite désormais trouver un sens à sa vie et apprendre à se connaître elle-même. Elle décide donc de se lancer dans un road trip en solitaire. Au cours de ce voyage initiatique, Lou rencontre un chien, qu'elle nomme Philippe et qui l'accompagnera tout au long de son périple. Elle passe notamment par le village de Paul, son ami d'enfance. Au moment de son arrivée, les villageois s'apprêtent à donner une grande fête et ont ainsi besoin de main-d'œuvre pour terminer les préparatifs ; Lou se joint à eux. Le jour de la fête, elle boit un verre avec Paul, puis rencontre un magnifique garçon. Sous le charme, elle passe la nuit avec lui. Elle quitte le village le lendemain matin. Le tome se clôt sur sa rencontre avec une jeune fille qui lui ressemble étrangement, et qui s'exclame que son chien est revenu[24].

### Lou! Sonata
- 2020 : Premier mouvement : Lou quitte sa mère et son petit frère pour s'installer dans la ville fictive de Tygre, où elle va poursuivre des études universitaires. Elle se fait couper les cheveux, et commence son année en étudiante studieuse. Mais après l'arrivée de son amie Marie-Émilie dans son appartement, elle découvre la vie nocturne et a plus de mal à rester concentrée sur ses études. À Noël, elle s'amuse avec sa mère, son petit frère et sa grand-mère, qui a beaucoup changé. Elle invite Jeanne à venir séjourner chez elle pendant les vacances de Pâques. À la fin de l'année, elle rend son mémoire à son professeur qui lui dit avoir adoré son travail, mais qu'elle est totalement hors sujet et qu'il va donc lui mettre 0. Elle décide donc de quitter Tygre et de changer de voie, sans savoir encore quelle direction prendre. En partant, elle rencontre par hasard Marie-Émilie, qui travaille à l'organisation d'un festival de musique qui a malencontreusement dû être annulé faute de terrain disponible. Lou se souvient alors d'une chose : Monsieur Chassagne, le compagnon décédé de sa grand-mère, lui a légué un terrain à Mortebouse. Tout n'est peut-être pas perdu pour le festival de Marie-Émilie.

- 2023 : Lou ! Sonata - Tome 02 : Alors que son amie Marie-Émilie se désole de ne pouvoir faire la fête, Lou a une idée lumineuse ! Et si elle profitait du terrain dont elle vient d'hériter à Mortebouse pour organiser le plus grand Festival de musique que la région ait connu ! Motivée, Lou va se lancer à 100% dans ce projet exaltant ! Heureusement, ses amis sont là pour l’aider car la tâche n’est pas de tout repos. Tandis que Tristan s’occupe des bracelets pour les bénévoles, Nour imprime les dépliants et Mina vérifie l’électricité. Rien n’est prêt, mais Lou doit encore aller accueillir Jeanne qui arrive en avance. C’est drôle, cette petite fille enjouée qui lui ressemble étrangement. Les complications s’enchaînent mais ces deux jours de festivités s’annoncent d’ores et déjà inoubliables ! En prenant les rênes du festival, c’est sa propre vie que Lou va prendre en main. À cette occasion, elle pourrait faire une rencontre aussi imprévue qu’émouvante.

## Réception
La série Lou ! est un succès dès la publication du premier tome, qui obtient en 2005 le Prix Jeunesse 9-12 ans au Festival d'Angoulême. La série y est à nouveau remarquée en 2010, le Fauve jeunesse est attribué à Julien Neel pour le cinquième tome Laser Ninja.
La série a été désignée 2e meilleure bande dessinée jeunesse de la décennie 2000-2009 lors d'un sondage des internautes organisé par la Cité internationale de la bande dessinée et de l'image derrière Ma maman est en Amérique,. En 2018, elle est citée comme faisant partie des livres préférés de 9-12 ans par Sylvie Vassalo, directrice du Salon du livre et de la presse jeunesse.
Lou ! est également un succès commercial. En 2008, soit quatre ans après le début de la série, Lou ! avait atteint les 100 000 exemplaires vendus. En 2024, Lou ! s'est vendu à 3,4 millions d'exemplaires et a été traduit en plus de vingt langues,.
On peut néanmoins noter un essoufflement de la série lors de la publication du sixième tome, qui obtient sur BD Gest' une note de 1,7/5 alors que les tomes précédents avaient tous une bonne note, allant de 3,7/5 pour Idylles à 4,8/5 pour Journal Infime. On observe le même phénomène sur Babelio, où tous les tomes ont une note supérieure à 4/5 sauf L'âge de cristal.

## Postérité
Lou ! fédère une communauté de fans active en ligne et présente à des événements autour de la bande-dessinée. Certains de ces membres ont participé au livre Génération Lou !. Julien Neel déclare avoir été influencé par les réactions de cette communauté pour l'écriture de Lou !, et la représente métaphoriquement sous les traits des fans de Sidéra dans Lou ! Sonata 2. Lou est parfois présentée comme « l'héroïne d'une génération »,,, une génération de lecteurs ayant grandi en même temps qu'elle,.
La créatrice Émilie Tronche s'est inspirée de Lou ! pour créer sa série animée Samuel, qu'elle lisait lorsqu'elle avait l'âge de son jeune héros. Les deux œuvres sont parfois rapprochées car elles représentent les mêmes thèmes (la fin de l'enfance, les émotions et questionnements qui l'accompagnent) et la même génération (les enfants des années 2000),.

## Prix
- 2005 : Prix Jeunesse 9-12 ans au Festival d'Angoulême pour le 1er tome Journal Infime[55].
- 2010 : Prix de la Jeunesse au Festival d'Angoulême pour le tome 5 Laser Ninja[56].

## Adaptations

### Série d'animation
Lou ! fait l'objet d'une adaptation télévisuelle par la société de production GO-n, pour une diffusion par M6 et Disney Channel France et 6ter. La série Lou ! est annoncée début 2009 pour une diffusion initiale en France le 5 avril 2009 sur la chaîne M6, avec 52 épisodes. La série est produite aux studios Go-N Production ; elle est réalisée par Jérôme Mouscadet. Lou ! est par la suite diffusée sur la chaîne Disney Channel, puis à nouveau rediffusée en 2014 sur la chaîne 6ter.

### Film
Une adaptation cinématographique, intitulée Lou ! Journal infime, est sortie le 8 octobre 2014. Le film, réalisé par Julien Neel, est l'adaptation des quatre premiers tomes de la série.